# Antoni Mężydło
Antoni Mężydło (Lubawa; 23 de Agosto de 1954 — ) é um político da Polónia. Ele foi eleito para a Sejm em 25 de Setembro de 2005 com 16229 votos em 5 no distrito de Toruń, candidato pelas listas do partido Prawo i Sprawiedliwość.
Ele também foi membro da Sejm 2001-2005.